# Соломин, Юрий Мефодьевич
Ю́рий Мефо́дьевич Соло́мин (18 июня 1935, Чита, Восточно-Сибирский край, РСФСР, СССР — 11 января 2024, Москва, Россия) — советский и российский актёр и режиссёр театра и кино, театральный педагог и государственный деятель, художественный руководитель Государственного академического Малого театра России (с 1988 года до конца жизни). Министр культуры РСФСР (1990—1991). Герой Труда Российской Федерации (2020), народный артист СССР (1988), народный артист Кыргызской Республики (1996), лауреат Государственных премий РСФСР имени братьев Васильевых (1971) и России (2002). Полный кавалер ордена «За заслуги перед Отечеством». Академик РАО. Профессор.
Старший брат народного артиста РСФСР Виталия Соломина (1941—2002).

## Биография
Родился 18 июня 1935 года в Чите Восточно-Сибирского края (ныне административный центр Забайкальского края России) в семье музыкальных педагогов Мефодия Викторовича Соломина (1905—1960) и Зинаиды Ананьевны Рябцевой (1910—1992). С детства участвовал в спектаклях городского Дворца пионеров. Научно-популярный фильм «Малый театр и его мастера», посвящённый 125-летию театра, который Юрий увидел ещё школьником, оказал на него большое влияние. Он узнал о Высшем театральном училище им. М. С. Щепкина при Малом театре. По окончании школы Юрий Соломин поступил в это училище, в 1953 году был зачислен на курс народной артистки СССР Веры Пашенной.
В 1957 году, по окончании училища, был принят в труппу Малого театра. Начав с ролей эпизодических, молодой актёр вскоре стал играть ведущие роли в пьесах советского репертуара. Среди ролей, сыгранных актёром на сцене, — Хлестаков в гоголевском «Ревизоре», Федя Протасов в «Живом трупе» Льва Толстого, Войницкий в «Дяде Ване» Антона Чехова, Сирано де Бержерак по пьесе Эдмона Ростана и царь Фёдор в трагедии Алексея Толстого; с 1980 года работал в театре и как режиссёр.
С 1988 года и до конца жизни являлся художественным руководителем Малого театра.
С 1961 года также преподавал в Высшем театральном училище им. М. С. Щепкина. Профессор, проводил мастер-классы с иностранными студентами в Америке, Японии, Южной Корее.
В кинематографе дебютировал в 1960 году, исполнив главную роль в фильме «Бессонная ночь»; режиссёру Исидору Анненскому его рекомендовала Вера Пашенная. Всесоюзное признание актёру принесла роль Павла Кольцова в телевизионном фильме «Адъютант его превосходительства».
Он исполнил главные роли во многих известных картинах, в том числе в оскароносном фильме «Дерсу Узала» Акиры Куросавы, «Блокада», «Летучая мышь» и «ТАСС уполномочен заявить…». Однако любимыми киноролями называет Штубе в фильме Алексея Салтыкова «И был вечер, и было утро…» и Геттеля в «Сильных духом» Виктора Георгиева.
Как режиссёр снял телефильмы «Скандальное происшествие в Брикмилле» (1981), «Берег его жизни» (1985), «В начале было Слово» (1992) и фильм-спектакль «Таинственный ящик» по пьесе Петра Каратыгина (музыкальный телеспектакль Малого театра, премьера которого состоялась 4 мая 2003 года).
В апреле 2019 года Министерство культуры подписало с Соломиным бессрочный контракт на продолжение работы в должности художественного руководителя Малого театра.
В честь актёра назван астероид № 10054.

### Болезнь и смерть
6 ноября 2023 года Юрий Соломин был госпитализирован в больницу после потери сознания, его состояние оценивалось как стабильно тяжёлое; выписан из больницы 9 января 2024 года.
Скончался у себя дома в Москве около часа ночи во сне 11 января 2024 года на 89-м году жизни от почечной недостаточности.
Церемония прощания состоялась 15 января в Малом театре, отпевание прошло в Храме Христа Спасителя. Похоронен в этот же день на Троекуровском кладбище рядом с женой Ольгой Соломиной (участок № 21), согласно своей воле.

## Общественная и политическая деятельность

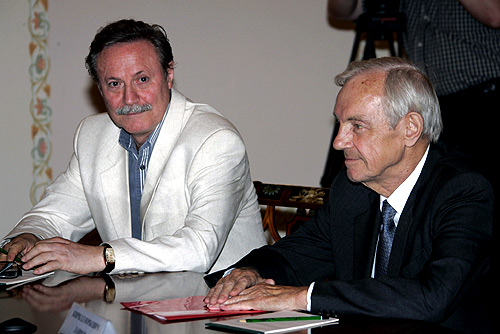
Юрий Соломин и Кирилл Лавров, 2005 год

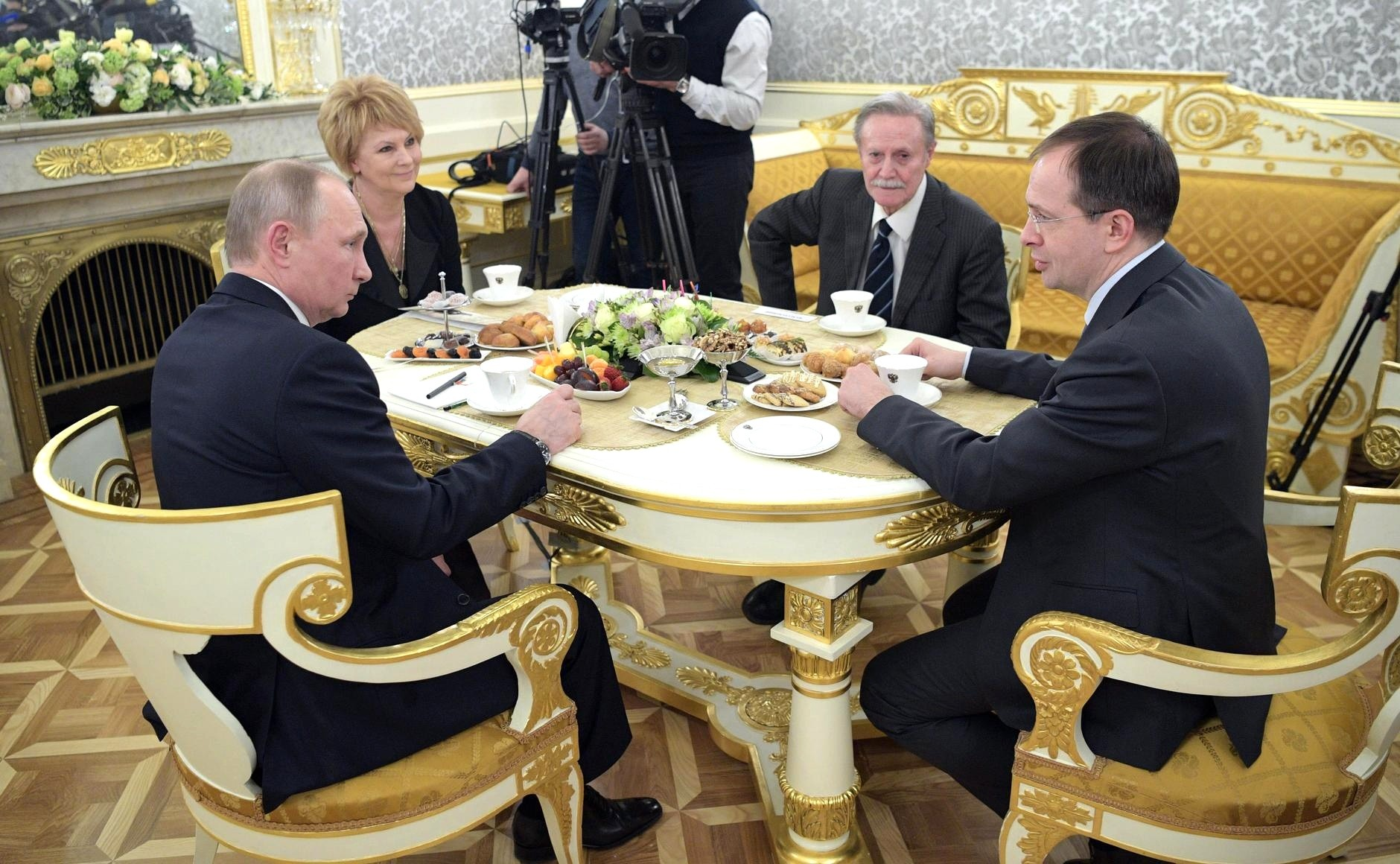
Руководство Малого театра Юрий Соломин и Тамара Михайлова беседуют с Президентом России Владимиром Путиным и Министром культуры Владимиром Мединским, 2017 год

C 8 сентября 1990 по 15 ноября 1991 года являлся министром культуры РСФСР, затем до 5 декабря того же года временно исполнял обязанности министра.
С 16 июня 1992 года являлся членом-корреспондентом РАО.
27 февраля 2019 года был избран академиком Российской академии образования.
6 февраля 2012 года был официально зарегистрирован как доверенное лицо кандидата в президенты РФ и действующего на тот момент председателя Правительства России Владимира Путина.
В марте 2014 года Соломин поддержал аннексию Крыма, подписал письмо президенту России Владимиру Путину в поддержку присоединения Крыма.
В ходе президентских выборов 2018 года был членом инициативной группы по выдвижению Путина.
Являлся членом Союза кинематографистов России, членом Общественного совета по изданию «Православной энциклопедии», президент Ассоциации русских драматических театров и президент Фонда «Покровский собор на Красной площади». Академик Национальной академии кинематографических искусств и наук России. С 2013 года входил в попечительский совет Московского государственного университета имени М. В. Ломоносова. Входил в состав Общественного совета при Следственном комитете Российской Федерации.
В 2022 году поддержал российское вторжение в Украину. Национальное агентство по предотвращению коррупции Украины выступило с инициативой о введении против Соломина международных санкций за «распространение нарративов в соответствии с кремлёвской пропагандой для целей оправдания действий России».

## Семья
Дед по матери — Ананий Моисеевич Рябцев (1880—1938); эсер-максималист. В 1925—1927 годах находился в заключении в Читинской тюрьме в связи с эсеровским прошлым, после освобождения работал там же начальником финансовой части; в 1937 году был арестован, умер в тюрьме.
Бабушка по матери — Сарра Савельевна Рябцева.
Дед по отцу — Виктор Иванович Соломин, работал на телеграфе.
Отец — Мефодий Викторович Соломин (1905—1960) — музыкант, руководитель хора. Похоронен в Чите.
Мать — Зинаида Ананьевна Рябцева (1910—1991) — музыкальный педагог. Похоронена в Москве на Троекуровском кладбище.
Жена — Ольга Николаевна Соломина (урождённая Андрианова, 1931—2019), актриса, профессор, заслуженный деятель искусств России. Похоронена на Троекуровском кладбище (участок № 21).
Дочь Дарья Соломина (род. 1965), пианистка, окончила консерваторию, живёт и преподаёт в Лондоне.
Внучка Александра Соломина (род. 1990), пианистка.
Правнуки Фёдор и Юрий.
Брат Виталий Соломин (1941—2002), народный артист РСФСР (1992).

## Творчество

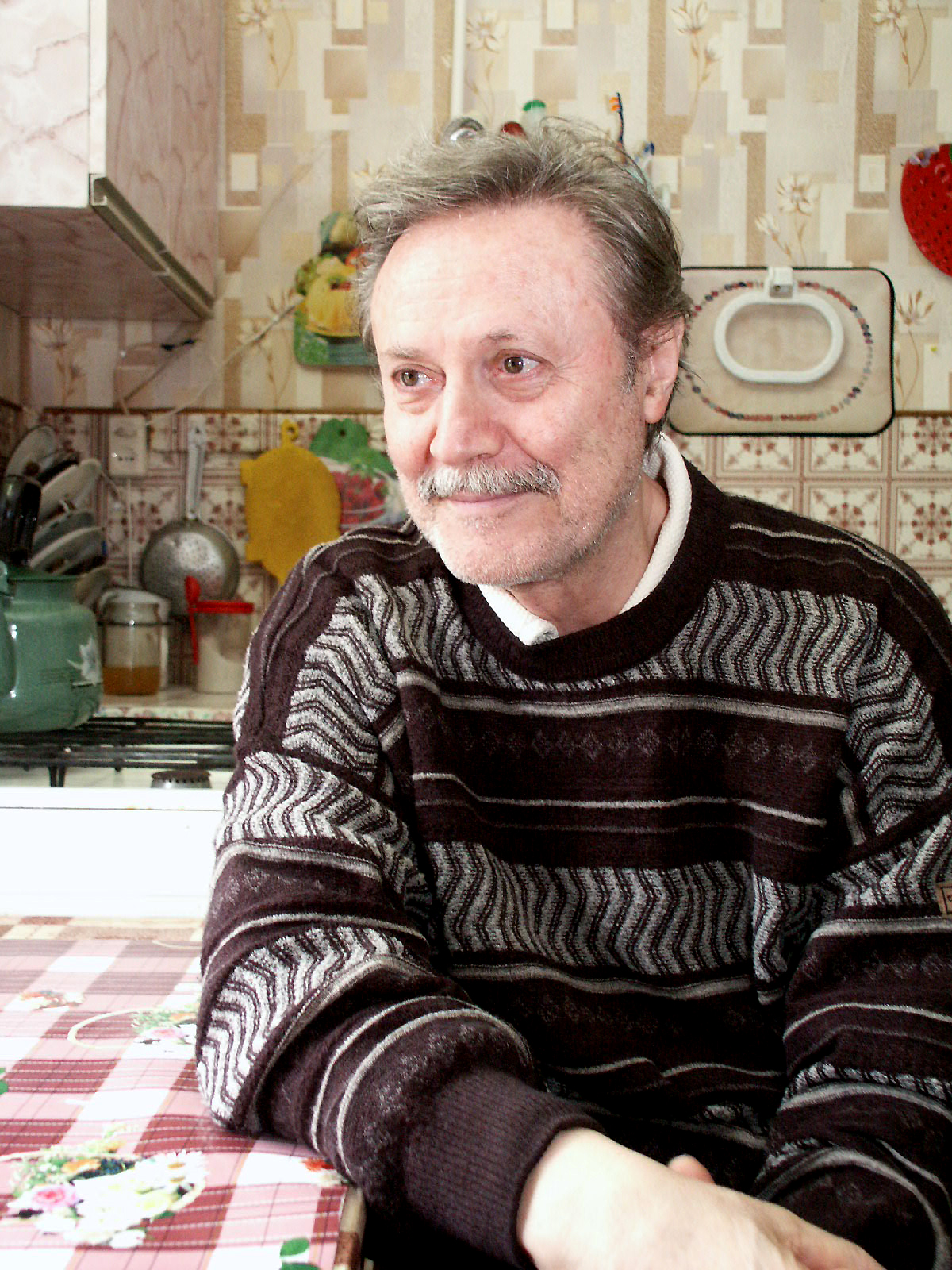
Во время съёмок фильма «Мальтийский крест», 2006 год

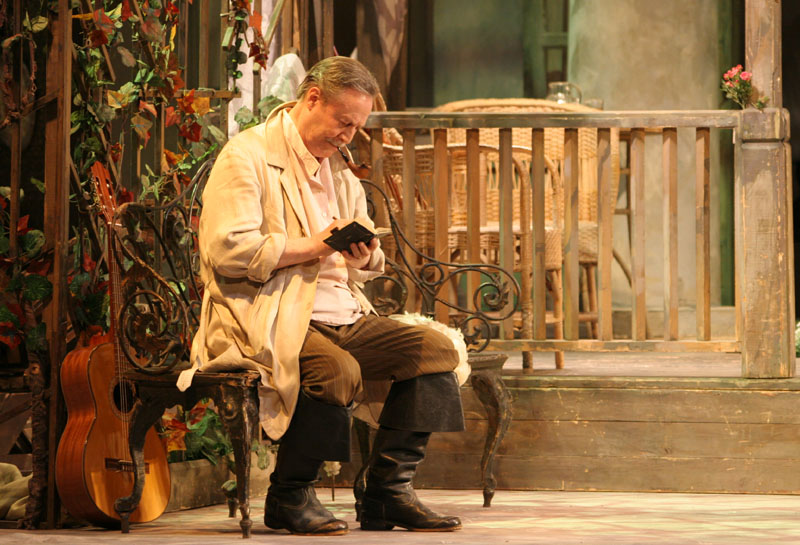
Юрий Соломин в роли Тригорина в спектакле Малого театра «Чайка», 2008 год

### Роли в театре
- 1957 — «Макбет» У. Шекспира. Режиссёры-постановщики: К. А. Зубов и Е. П. Велихов — Флинс
- 1957 — «Власть тьмы» Л. Н. Толстого. Режиссёр-постановщик: Б. И. Равенских — Парень
- 1957 — «Доходное место» А. Н. Островского. Режиссёр-постановщик: К. А. Зубов — Мальчик
- 1957 — «Порт-Артур» И. Ф. Попова, А. Н. Степанова. Режиссёры-постановщики: К. А. Зубов и П. А. Марков — Молодой солдат, Офицер
- 1957 — «Проданная колыбельная» Х. Лакснесса. Режиссёр-постановщик: П. А. Марков — 3-й корреспондент
- 1957 — «Пигмалион» Б. Шоу. Режиссёр-постановщик: И. Я. Судаков — Газетчик
- 1958 — «Когда горит сердце» В. Кина. Режиссёр: А. А. Гончаров — Солдат, Юхим, Безайс
- 1958 — «Село Степанчиково и его обитатели» по Ф. М. Достоевскому. Режиссёр-постановщик: Л. А. Волков — Дворовый парень, Митюшка
- 1959 — «Ярмарка тщеславия» У. Теккерея. Режиссёры-постановщики: И. В. Ильинский и В. И. Цыганков — Джентльмен
- 1959 — «Веер леди Уиндермир» О. Уайльда. Режиссёр-постановщик: В. Г. Комиссаржевский — Молодой джентльмен
- 1959 — «Почему улыбались звёзды» А. Е. Корнейчука. Режиссёр-постановщик: Б. И. Равенских — Юрий
- 1959 — «Карточный домик» О. Н. Стукалова. Режиссёр-постановщик: Д. А. Вурос — Весёлый сотрудник
- 1959 — «Свои люди — сочтёмся» А. Н. Островского. Режиссёр-постановщик: Л. А. Волков — Подхолюзин
- 1960 — «Иванов» А. П. Чехова. Режиссёр-постановщик: Б. А. Бабочкин — Пётр, Гость
- 1960 — «Живой труп» Л. Н. Толстого. Режиссёр-постановщик: Л. А. Волков —  Зритель в суде
- 1960 — «Любовь Яровая» К. А. Тренёва, режиссёры-постановщики И. В. Ильинский и В. И. Цыганков — 2-й конвойный
- 1960 — «Неравный бой» В. С. Розова. Режиссёр: Д. Вурос — Слава
- 1961 — «Взрыв» И. М. Дворецкого. Режиссёр-постановщик: Е. П. Велихов — Лопатин
- 1961 — «Весенний гром» Д. И. Зорина. Режиссёр-постановщик: Б. А. Бабочкин — Аркадий
- 1962 — «Коллеги» В. П. Аксёнова, Г. М. Стабового. Режиссёры-постановщики: Б. А. Бабочкин и В. И. Коршунов — Сержант
- 1962 — «Маскарад» М. Ю. Лермонтова. Режиссёр-постановщик: Л. В. Варпаховский — Танцующий
- 1962 — «Веер леди Уиндермир» О. Уайльда. Режиссёр-постановщик: В. Г. Комиссаржевский —  Сесиль Грехем
- 1962 — «Ярмарка тщеславия» У. Теккерея. Режиссёры-постановщики: И. В. Ильинский и В. И. Цыганков — Исидор
- 1962 — «Палата» С. И. Алёшина. Режиссёр: Л. В. Варпаховский — Миша
- 1963 — «Перед ужином» В. С. Розова. Режиссёр: В. Б. Монахов — Гриша
- 1963 — «Нас где-то ждут…» А. Н. Арбузова. Режиссёр-постановщик Е. Р. Симонов — Федя
- 1964 — «Украли консула» Г. Д. Мдивани. Режиссёр: В. Б. Монахов — Пэпино
- 1966 — «Ревизор» Н. В. Гоголя. Режиссёр: И. В. Ильинский — Хлестаков
- 1969 — «Золотое руно» А. Гуляшки. Режиссёр-постановщик: Г. Аврамов (Болгария) — Ковачев
- 1970 — «Твой дядя Миша» Г. Д. Мдивани. Режиссёр-постановщик: В. Б. Монахов — Валерий
- 1973 — «Пучина» А. Н. Островского. Режиссёр: П. П. Васильев — Кисельников
- 1976 — «Пучина» А. Н. Островского. Режиссёр: П. П. Васильев — Неизвестный
- 1976 — «Униженные и оскорблённые» по Ф. М. Достоевскому. Режиссёр-постановщик: Е. П. Велихов — Иван Петрович (Ваня)
- 1976 — «Украли консула» Г. Д. Мдивани. Режиссёр: В. Б. Монахов — Пэпино
- 1976 — «Царь Фёдор Иоаннович» А. К. Толстого. Режиссёр: Б. И. Равенских — царь Фёдор
- 1977 — «Любовь Яровая» К. А. Тренёва. Режиссёр: П. Н. Фоменко — Михаил Яровой[48]
- 1978 — «Берег» по Ю. В. Бондареву. Режиссёр-постановщик: В. А. Андреев — Княжко
- 1981 — «Целина» Л. И. Брежнева. Режиссёры-постановщики: Б. А. Львов-Анохин и В. М. Бейлис — Ведущий
- 1983 — «Картина» по Д. А. Гранину. Режиссёр-постановщик: Л. Е. Хейфец — Астахов
- 1983 — «Сирано де Бержерак» Э. Ростана. Режиссёр: Р. Капланян — Сирано
- 1984 — «Ревизор» Н. В. Гоголя. Режиссёры-постановщики: Е. Я. Весник, Ю. М. Соломин — Хлопов
- 1984 — «Живой труп» Л. Н. Толстого. Режиссёр: В. М. Соломин — Федя Протасов
- 1987 — «Игра» по Ю. В. Бондареву. Режиссёр-постановщик В. А. Андреев — Крымов
- 1988 — «Леший» А. П. Чехова. Режиссёр: Б. А. Морозов — Войницкий
- 1990 — «И Аз воздам» С. А. Кузнецова. Режиссёр-постановщик Б. А. Морозов — Николай II
- 1993 — «Дядя Ваня» А. П. Чехова. Режиссёр: С. А. Соловьёв — Войницкий
- 1996 — «Чайка» А. П. Чехов]. Режиссёр: В. Н. Драгунов — Тригорин
- 1999 — «Лес» А. Н. Островского. Режиссёр-постановщик: Ю. М. Соломин — Карп
- 2000 — «Горе от ума» А. С. Грибоедова. Режиссёр: С. В. Женовач — Фамусов
- 2003 — «Таинственный ящик» П. А. Каратыгина. Режиссёр-постановщик: Ю. М. Соломин — Сен-Феликс
- 2009 — «Мольер» М. А. Булгакова. Режиссёр: В. Н. Драгунов — Жан-Батист Поклен де Мольер.
- 2013 — «Филумена Мартурано» Э. де Филиппо. Режиссёр: Стефано де Лука — Доменико Сориано

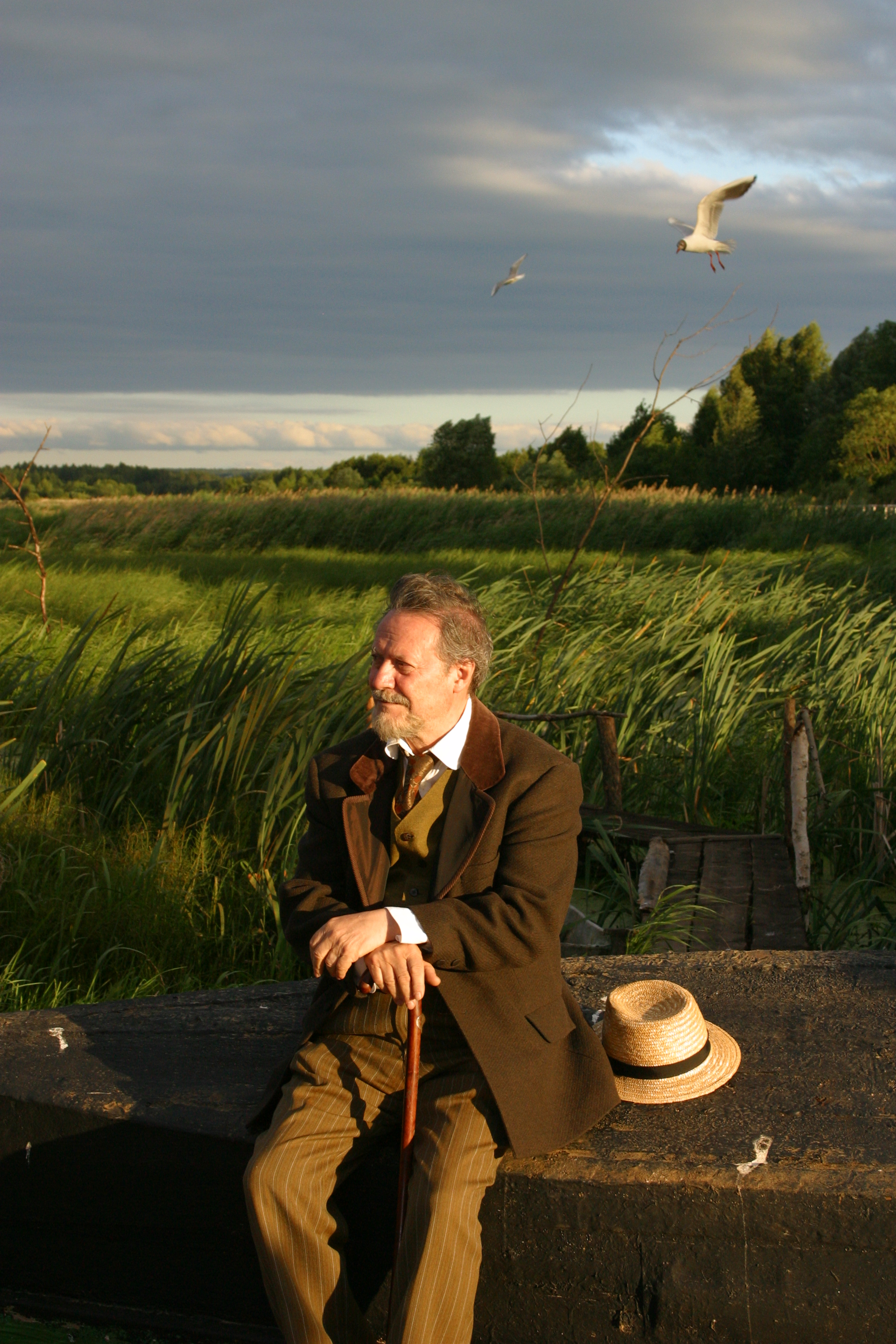
На съёмках фильма «Чайка» Маргариты Тереховой в 2003 году

### Режиссёрские работы в театре
- 1984 — «Ревизор» Н. В. Гоголя (совместно с Е. Я. Весником)
- 1996 — «Чайка» А. П. Чехова (художественный руководитель постановки, режиссёр: В. Н. Драгунов)
- 1998 — «Коварство и любовь» Ф. Шиллера
- 1999 — «Лес» А. Н. Островского
- 2003 — «Таинственный ящик» П. А. Каратыгина
- 2004 — «Три сестры» А. П. Чехова
- 2006 — «Ревизор» Н. В. Гоголя
- 2008 — «Власть тьмы» Л. Н. Толстого
- 2012 — «Бесприданница» А. Н. Островского (руководитель постановки)
- 2015 — «Молодость короля Людовика XIV» А. Дюма
- 2017 — «Женитьба» Н. В. Гоголя

### Режиссёрские работы в других театрах
- 1980 — «Лес» А. Н. Островского (Болгария)
- 2011 — «Лес» А. Н. Островского (Хельсинкский городской театр, Финляндия)

### Фильмография
— главная роль

| Год       |   | Название                             | Роль                                             |
| --------- | - | ------------------------------------ | ------------------------------------------------ |
| 1960      | ф | Бессонная ночь                       | Кауров, инженер (дебют)                          |
| 1965      | ф | Музыканты одного полка               | Алексей Илютинский, валторнист                   |
| 1965      | ф | Сердце матери                        | Дмитрий Ульянов                                  |
| 1965      | ф | Погоня                               | Николай Макарович, майор, охотник                |
| 1966      | ф | Верность матери                      | Дмитрий Ульянов                                  |
| 1967      | ф | Сильные духом                        | майор Мартин фон Геттель                         |
| 1967      | ф | Весна на Одере                       | Александр Мещерский, капитан                     |
| 1969      | ф | Красная палатка                      | Трояни, инженер                                  |
| 1969      | ф | Адъютант его превосходительства      | Кольцов, капитан, старший адъютант генерала      |
| 1970      | ф | Море в огне                          | Петров, капитан                                  |
| 1971      | ф | И был вечер, и было утро…            | Штубе                                            |
| 1971      | ф | Кочующий фронт                       | Алексей Шмаков, корнет                           |
| 1971      | ф | Инспектор уголовного розыска         | Головко, майор милиции                           |
| 1971      | ф | Даурия                               | Семён Нагорный, кузнец, большевик                |
| 1972      | ф | Право на прыжок                      | новый тренер Виктора Мотыля                      |
| 1972      | ф | Четвёртый                            | Чарльз Говард                                    |
| 1972      | ф | Моя жизнь                            | Владимир Благово, доктор                         |
| 1974—1977 | с | Блокада                              | Алексей Звягинцев, майор                         |
| 1975      | ф | Соколово                             | генерал Шафаренко                                |
| 1975      | ф | Дерсу Узала                          | Владимир Арсеньев                                |
| 1976      | ф | Мелодии белой ночи                   | Илья, композитор-дирижёр                         |
| 1976      | ф | Преступление                         | Стрельцов, майор милиции, следователь            |
| 1977      | с | Хождение по мукам                    | Телегин                                          |
| 1978      | ф | Квартет Гварнери                     | Возницын, чекист                                 |
| 1978      | ф | Школьный вальс                       | Павел Кнушевицкий, отец Зоси, главврач           |
| 1978      | ф | Обыкновенное чудо                    | трактирщик Эмиль (вокал: Л. Серебренников)       |
| 1978      | ф | Летучая мышь                         | Генрих Айзенштайн (вокал: В. Барляев)            |
| 1980      | ф | Свет в окне                          | Егоров                                           |
| 1980      | ф | Скандальное происшествие в Брикмилле | Джордж Кэттл, управляющий банком                 |
| 1981      | ф | Крик тишины                          | Дронов                                           |
| 1983      | ф | Клятвенная запись                    | царь Фёдор Иванович                              |
| 1983      | ф | Лунная радуга                        | Никольский                                       |
| 1983      | ф | Тайна виллы «Грета»                  | Онорес, депутат от Национального фронта          |
| 1983      | ф | Утро без отметок                     | Славин, разведчик из сна Глеба                   |
| 1984      | ф | Берег его жизни                      | Николай Миклухо-Маклай                           |
| 1984      | с | ТАСС уполномочен заявить…            | Славин, полковник КГБ                            |
| 1985      | ф | Софья Ковалевская                    | великий князь                                    |
| 1986      | ф | Певучая Россия                       | Митрофан Пятницкий                               |
| 1987      | ф | Загадочный наследник                 | Зыкин, посол                                     |
| 1989      | ф | Сувенир для прокурора                | Измайлов Захар Петрович, прокурор города         |
| 1991      | ф | Привал странников                    | Греков                                           |
| 1991      | ф | Анна Карамазофф                      | генерал-полковник                                |
| 1992      | ф | Сны о России                         | граф Безбородко, вице-канцлер Российской империи |
| 1992      | ф | В начале было слово                  | Святослав                                        |
| 2003      | ф | Прощание в июне                      | Репников, ректор университета                    |
| 2003      | ф | Претендент                           | отставной адмирал                                |
| 2003      | ф | Родина ждёт                          | Рокотов, генерал-лейтенант                       |
| 2003      | ф | Покаянная любовь                     | Роман Саввич                                     |
| 2004      | с | Московская сага                      | Градов, доктор                                   |
| 2005      | ф | Чайка                                | Сорин, брат Аркадиной                            |
| 2007      | ф | Поцелуи падших ангелов               | Имя персонажа не указано                         |
| 2008      | ф | Мальтийский крест                    | Долматов                                         |
| 2008      | ф | Непобедимый                          | Рокотов, генерал-лейтенант                       |
| 2008      | с | Тяжёлый песок                        | Дольский, адвокат                                |
| 2009      | с | Исаев                                | Владимиров, отец Исаева                          |
| 2009      | ф | Кромовъ                              | Томилин, генерал                                 |
| 2010      | с | Точка кипения                        | Иван Матвеевич, охранник в больнице              |
| 2013      | ф | Бульварное кольцо                    | Юсупов                                           |

### Телеспектакли
| Год  |     | Название                 | Роль                                         |
| ---- | --- | ------------------------ | -------------------------------------------- |
| 1963 | тсп | Собаки                   | Франсуа, охранник фермы, сын Питера Лабушана |
| 1967 | тсп | Случай в гостинице       | Марек, студент-медик                         |
| 1968 | тсп | Барсуки                  | прапорщик                                    |
| 1969 | тсп | Грех                     | Пётр Букович                                 |
| 1970 | тсп | Свои люди — сочтёмся     | Подхалюзин                                   |
| 1974 | тсп | Дом Островского          | Кисельников                                  |
| 1976 | тсп | Пучина                   | Кисельников                                  |
| 1976 | тсп | Униженные и оскорблённые | Иван Петрович                                |
| 1976 | тсп | Вишнёвый сад             | Яша                                          |
| 1981 | тсп | Берег                    | Княжко                                       |
| 1981 | тсп | Царь Фёдор Иоаннович     | Царь Фёдор Иоаннович                         |
| 1989 | тсп | Тройка                   | Лобанов                                      |
| 1990 | тсп | …И аз воздам             | Николай II                                   |
| 1993 | тсп | Дядя Ваня                | Войницкий                                    |
| 1995 | тсп | Леший                    | Войницкий                                    |
| 1998 | тсп | Чайка                    | Тригорин                                     |
| 2002 | тсп | Горе от ума              | Фамусов                                      |

### Озвучивание
| Год  |   | Название             | Роль                                |
| ---- | - | -------------------- | ----------------------------------- |
| 1961 | ф | Дорога на Запад      | Роман Горный (роль В. Ковальского)  |
| 1962 | ф | Затворники Альтоны   | Вернер фон Герлах (роль Р. Вагнера) |
| 1962 | ф | Солнце и тень        | Момчето (роль Георги Наумова)       |
| 1962 | ф | Пленённая стая       | Христо (роль Кирилла Ковачева)      |
| 1968 | ф | Бег иноходца         | от автора                           |
| 1987 | ф | Полицейский по найму | Тони Черч (роль Б. Рейнольдса)      |
| 2008 | ф | Мальтийский крест    | читает текст                        |

### Режиссёрские работы в кино
- 1980 — Скандальное происшествие в Брикмилле (по пьесе Дж. Пристли) (Свердловская киностудия)
- 1984 — Берег его жизни (ЦТ)
- 1985 — Ревизор (совм. с Е. Я. Весником и М. Е. Орловым)
- 1993 — В начале было слово (Творческое объединение «Грааль»)
- 2002 — Лес
- 2003 — Таинственный ящик
- 2005 — Лес
- 2005 — Три сестры
- 2006 — Оставайся со мной («Мосфильм»)
- 2009 — Власть тьмы
- 2013 — Ревизор (совм. с В. Е. Фёдоровым)

### Участие в фильмах
- 1975 — Награда Дерсу Узала (документальный)
- 1977 — Снимает Акира Куросава (документальный)
- 1999 — Виталий Доронин (из цикла телепрограмм канала «ОРТ» «Чтобы помнили») (документальный)
- 1999 — Руфина Нифонтова (из цикла телепрограмм канала «ОРТ» «Чтобы помнили») (документальный)
- 2000 — Зона жизни (документальный)
- 2001 — Игорь Ильинский. Жизнь артиста (документальный)
- 2001 — Валерий Носик (из цикла телепрограмм канала «ОРТ» «Чтобы помнили») (документальный)
- 2004 — Чудо обыкновенного фильма (из авторского цикла документальных программ С. Урсуляка «Пёстрая лента», «Первый канал»)
- 2005 — Паломничество в Вечный город (документальный)
- 2006 — Искренне Ваш… Виталий Соломин (документальный)
- 2006 — Виталий Соломин (из цикла передач телеканала «ДТВ» «Как уходили кумиры») (документальный)
- 2007 — Звёздная любовь Виталия Соломина (документальный)
- 2007 — История одной «Свадьбы» (документальный)
- 2007 — Михаил Ершов. Навсегда в памяти (документальный)
- 2007 — Ничто не вечно… Юрий Нагибин (документальный)
- 2008 — Элина Быстрицкая. Железная леди (документальный)
- 2008 — Инна Чурикова (из документального цикла «Острова»)
- 2009 — Виктор Павлов. Судьба меня хранить устала (документальный)
- 2009 — Ирина Муравьёва. Самая обаятельная и привлекательная (документальный)
- 2010 — Михаил Жаров (из документального цикла «Острова»)
- 2010 — Адъютант его превосходительства. Личное дело (документальный)
- 2010 — Бегство от смерти. Маргарита Володина (документальный)
- 2010 — Екатерина Васильева. Из тени в свет перелетая (документальный)
- 2010 — Ирина Алфёрова. Не родись красивой (документальный)
- 2010 — Роман Филиппов (из документального цикла «Человек в кадре»)
- 2010 — Юрий Соломин. Я всегда прав (документальный)
- 2011 — Агент А201. Наш человек в гестапо (документальный) — ведущий
- 2011 — Виталий Соломин. Между Ватсоном и «Зимней вишней» (документальный)
- 2011 — Киновойны по-советски (документальный)
- 2011 — Юлиан Семёнов. Он слишком много знал… (документальный)
- 2012 — Евгений Весник. Всё не как у людей (документальный)
- 2015 — Школьный вальс (из цикла документальных фильмов «Тайны советского кино»)
- 2017 — Его Величество Актёр (документальный)
- 2017 — Летучая мышь (из документального цикла «Тайны кино»)
- 2017 — Школьный вальс (из документального цикла «Тайны кино»)
- 2018 — Адъютант его превосходительства (из документального цикла «Тайны кино»)
- 2018 — Память крови (документальный) «Линия жизни», канал «Культура» (год?)
- 2019 — …И вагон любви нерастраченной! К 75-летию Виталия Соломина (документальный)

## Звания и награды

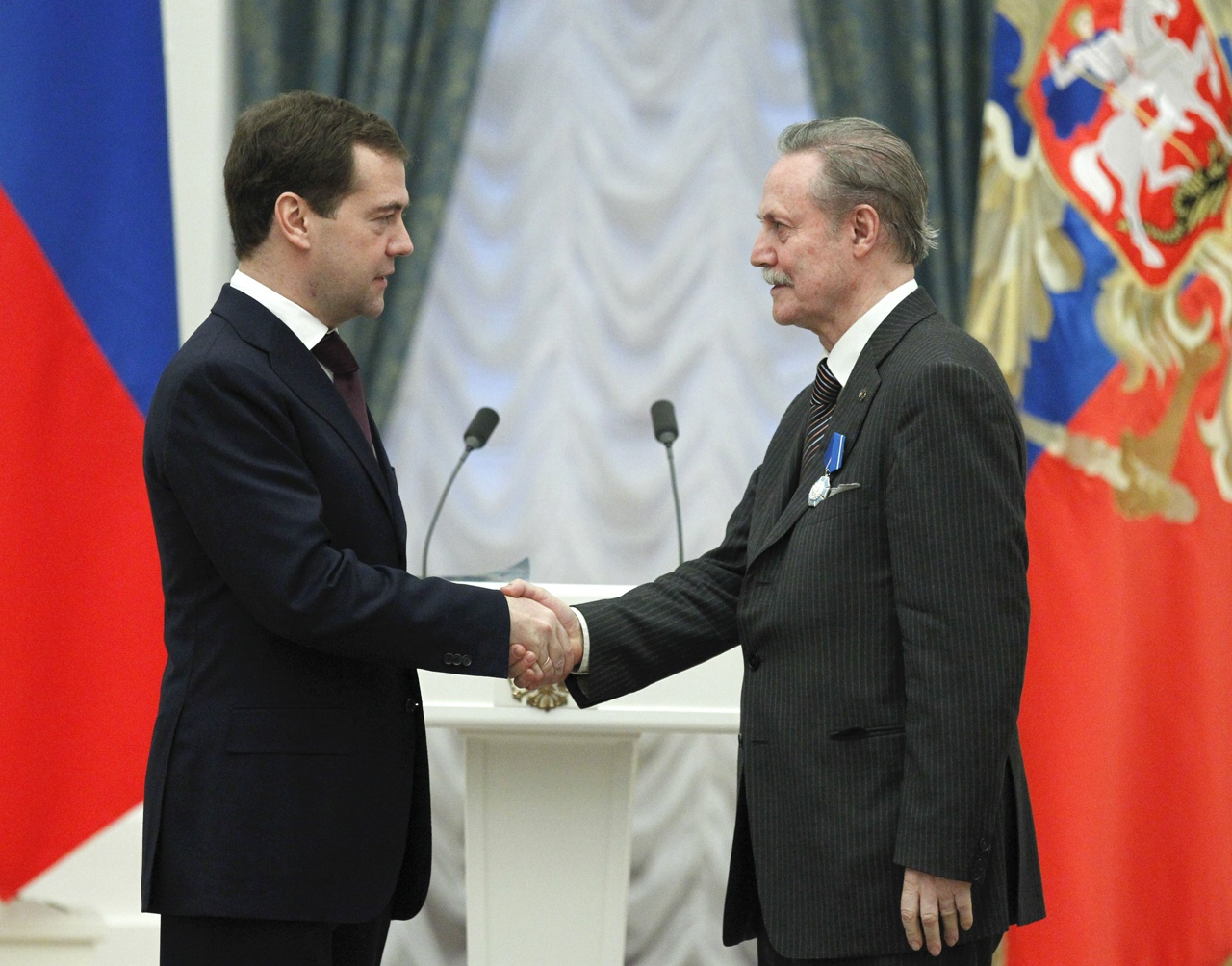
На церемонии награждения Орденом Почёта. 2010 год

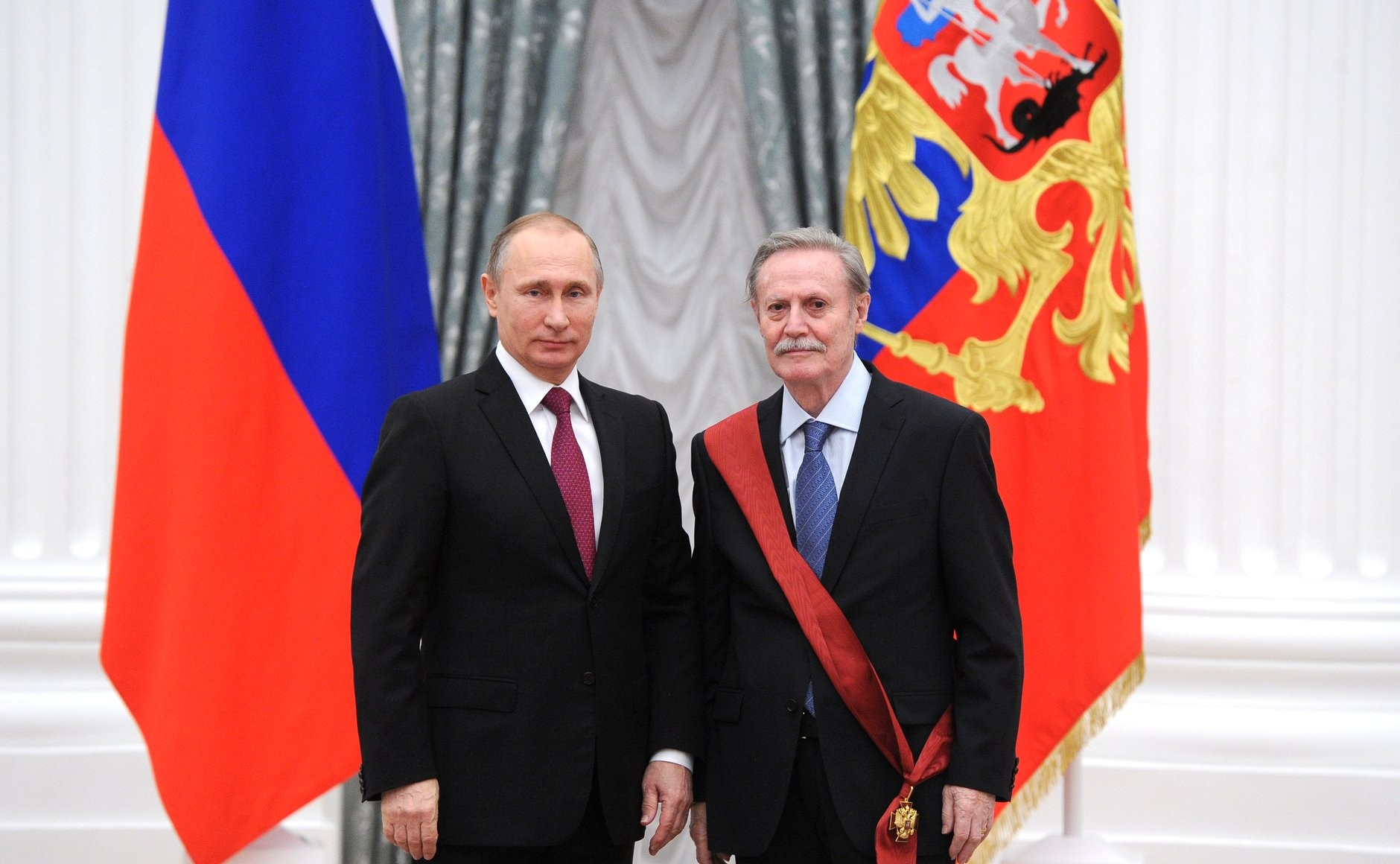
На церемонии награждения Орденом «За заслуги перед Отечеством» I степени.
10 декабря 2015 года

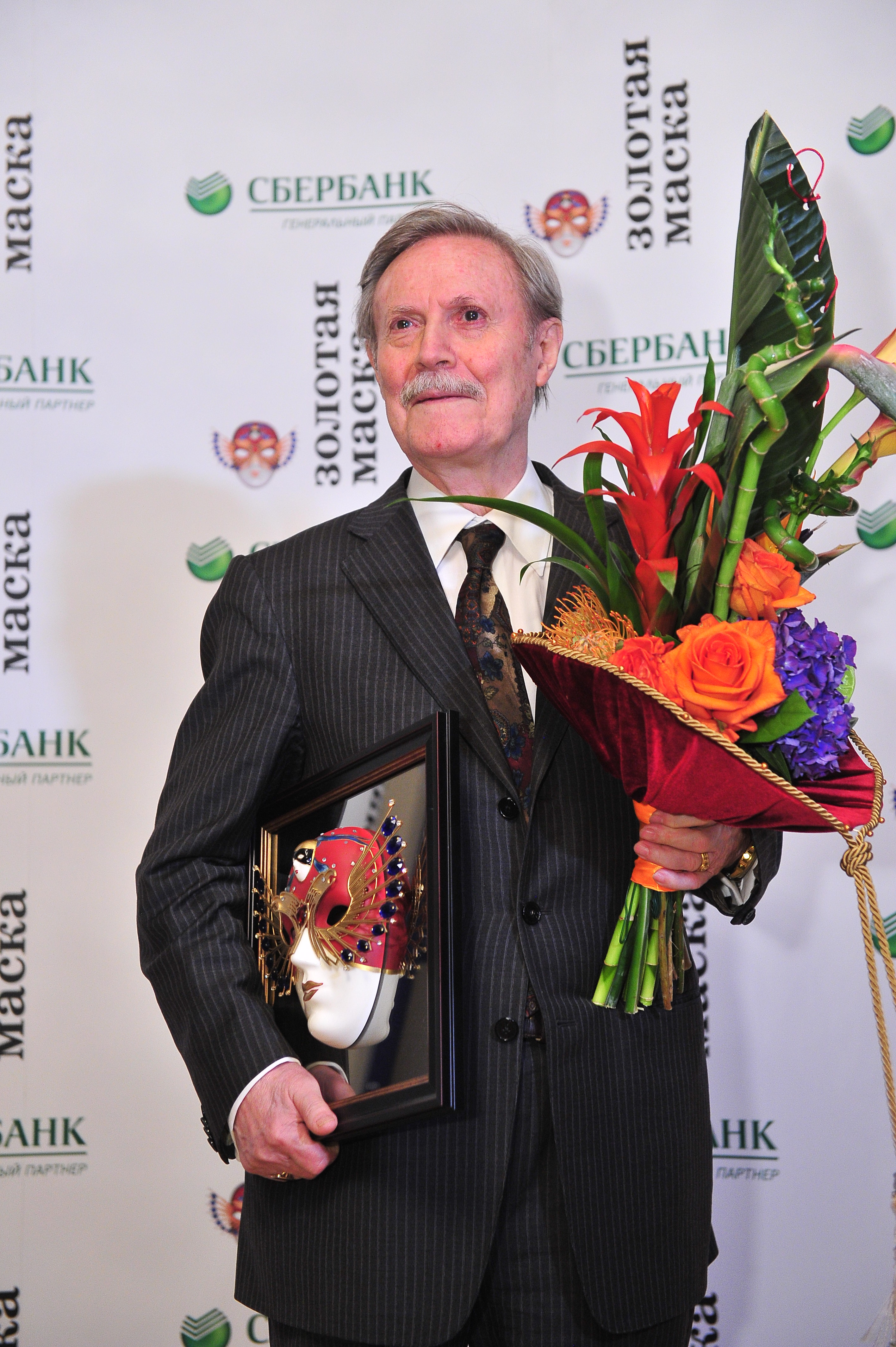
На церемонии награждения «Золотая маска» 16 апреля 2016 года

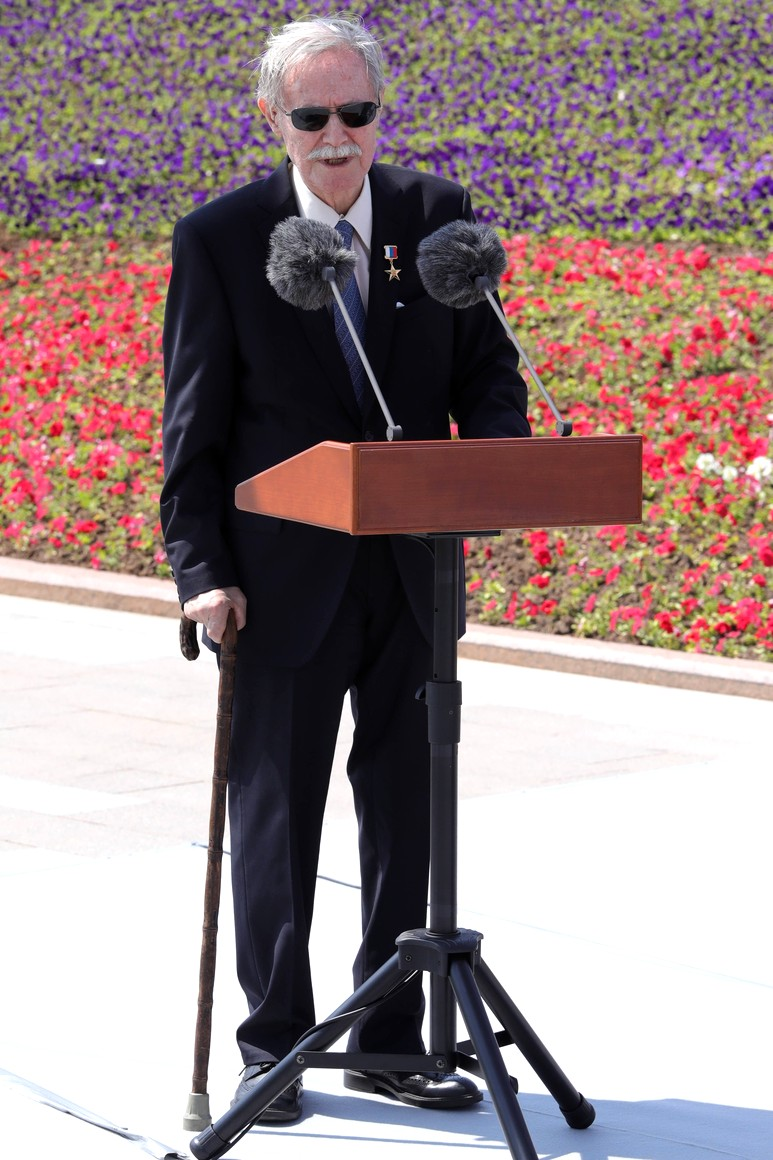
На церемонии вручения золотых медалей «Герой Труда Российской Федерации». 2020 год

- Почётный гражданин Забайкальского края (3 февраля 2023)[49]
- Герой Труда Российской Федерации (27 апреля 2020) — за особые трудовые заслуги перед государством и народом[50]
- Театральная премия «Золотая маска» (2016) — за выдающийся вклад в развитие театрального искусства
- Орден «За заслуги перед Отечеством» I степени (29 июня 2015) — за выдающийся вклад в развитие отечественной культуры, кинематографического и театрального искусства, многолетнюю творческую деятельность[51]
- Орден святого преподобного Андрея Рублева I степени (РПЦ, 18 июня 2015)[52]
- Почётный сотрудник Следственного комитета Российской Федерации (2015)
- Межгосударственная премия СНГ «Звезды Содружества» (2015)[53]
- Российская национальная актёрская премия имени Андрея Миронова «Фигаро» (2014) — за служение русскому репертуарному театру
- Императорский Орден Святой Анны II степени (Российский Императорский Дом, 2014)[54]
- Самарский крест (Общественный совет Болгарии, 2014)[55]
- Национальная премия «Имперская культура» имени Эдуарда Володина в номинации «Драматургия» (2013) — за пропаганду классической русской литературы
- Медаль имени Михаила Чехова (Дом русского зарубежья имени Александра Солженицына, 2012)
- Памятная медаль «150-летие А. П. Чехова» (12 марта 2011)[56]
- Орден Восходящего солнца III степени (Япония, 2011)
- Премия Службы внешней разведки Российской Федерации (2011)
- Орден Почёта (18 июня 2010) — за большой вклад в развитие отечественного театрального искусства и многолетнюю творческую деятельность[57]
- Премия ФСБ в номинации «Актёрская работа» (2010) — за создание высокохудожественных образов сотрудников органов безопасности в отечественном кинематографе
- Премия «Звезда Театрала» в номинации «Легенда сцены» (2010)
- Медаль «В память 1000-летия Казани» (2009)
- "Человек года-1998, «Человек года-2008» (Русский биографический институт)
- Почётная грамота Республики Дагестан (24 сентября 2007) — за большой вклад в укрепление дружественных связей между народами, сохранение и пропаганду русского художественного наследия[58]
- Премия Кузбасса (2007)[59]
- Орден «Ключ дружбы» (Кемеровская область, 6 сентября 2006)[60]
- Орден «За заслуги перед Отечеством» II степени (18 июня 2005) — за выдающийся вклад в развитие театрального искусства и многолетнюю творческую деятельность[61]
- Орден святого благоверного князя Даниила Московского (РПЦ, 2005)[62]
- Государственная премия Российской Федерации в области литературы и искусства 2001 года (10 июня 2002) — за роль Фамусова в спектакле Государственного академического Малого театра России «Горе от ума» по пьесе А.Грибоедова[63]
- Международная Премия Станиславского (2001) — за роль Фамусова в спектакле Малого театра «Горе от ума»[64]
- Золотая медаль имени Н. Д. Мордвинова Международного театрального форума «Золотой Витязь» (2006) — за выдающийся вклад в театральное искусство[65]
- Орден «За заслуги перед Отечеством» III степени (25 октября 1999) — за большой вклад в развитие отечественной театральной культуры и в связи со 175-летием Государственного академического Малого театра России[66]
- Народный артист Кыргызской Республики (2 мая 1996) — за большие заслуги в подготовке высококвалифицированных кадров в области театрального искусства для Кыргызской Республики и укреплении дружбы между народами Кыргызстана и России[67][68]
- Премия «Золотой Овен» (1996) — за выдающийся вклад в развитие отечественного кино
- Орден «За заслуги перед Отечеством» IV степени (29 мая 1995) — за заслуги перед государством, успехи, достигнутые в труде, большой вклад в укрепление дружбы и сотрудничества между народами[69]
- Орден Академии искусств Японии «За вклад в мировую культуру» (1993)
- Народный артист СССР (9 февраля 1988) — за большие заслуги в развитии советского театрального искусства[70]
- Орден Дружбы народов (17 июня 1985) — за заслуги в развитии советского театрального искусства и в связи с пятидесятилетием со дня рождения[71][72]
- Премия КГБ СССР (1984) — за роль полковника Славина в фильме «ТАСС уполномочен заявить…»
- Почётный гражданин Арсеньева (1975)[73]
- Народный артист РСФСР (4 ноября 1974) — за заслуги в области советского театрального искусства[74]
- Заслуженный артист РСФСР (2 сентября 1971) — за заслуги в области советского театрального искусства[75]
- Государственная премия РСФСР имени братьев Васильевых (1971) — за исполнение роли капитана Кольцова в фильме «Адъютант его превосходительства» (1969)
- Заслуженный деятель искусств Республики Марий Эл[76]
- Медаль «Слава Читы»[77]
- Премия за студенческие работы в Братиславе (Словакия) и Кобе (Япония)
- Знак ордена святого Александра Невского «За труды и Отечество»
- Почётный знак «Слава Читы»[49]
- Почётный профессор МГУ (2013) — за выдающийся вклад в развитие культуры и плодотворное сотрудничество с МГУ[78]